# Абарт
Абарт (на италиански: Abarth) е бивш производител на спортни автомобили, основан от Карло Абарт и Армандо Скалярини на 31 март 1949 г. в Болоня, Италия. Освен автомобили, компанията произвежда и ауспуси. В логото на компанията присъства астрологичния знак на Карло – скорпион. В днешни дни марката е тунинг подразделение на Фиат, което модифицира моделите Гранде Пунто и 500.

## История
Почти веднага след основаването на Абарт централата на фирмата е преместена в Торино. На 15 април 1949 г. е основан състезателният отбор Скуадра Карло Абарт. Фирмата тунингова предимно малолитражни модели на Фиат, както за ежедневно шофиране, така и за състезания. През годините обект на модификация са също така Симка и Порше. Собствена продукция на Абарт е Мономиле GT, която използва шасито на Фиат 600. Скуадра Карло Абарт печели множество ралита и изкачвания през 50-те и 60-те години на 20 век. За заводския карат пилоти от ранга на Тацио Нуволари, Ханс Херман, Йохан Абт, Валтер Рьорл и др. Други отбори – като например Осела – също използват автомобили Абарт. Първият успех на Скуадра Карло Абарт е дело на Гуидо Скалярини, син на Армандо, който става национален шампион на Италия. Няма пълна статистика за победите на автомобили с марката Абарт, но само в рамките на 15 години – от 1956 до 1971 г. са регистрирани над 7300 победи. Шосейните модификации на Абарт също печелят много фенове. Разликите в между серийните фиати и модификациите са големи. Нормален Фиат 500 има мощност на мотора 13 к.с. и максимална скорост от 85 км/ч, а версията Абарт е два пъти по-мощна с максималната скорост 118 км/ч. Скоро след това се появява и модификацията Абарт на Фиат 850, който развива 200 км/ч.
На 31 юли 1971 г. Карло Абарт продава фирмата на Фиат, а спортния отбор – на Енцо Осела. Абарт се превръща в състезателното подразделение на Фиат и е под ръководството на прочутия конструктор на двигатели Аурелио Лампреди. Така фактически продължава традицията Абарт да подготвя различни модели на Фиат за състезания. В български ралита много победи постигат Фиат 124 Абарт и Фиат 131 Абарт, които печелят Рали България съответно три и два пъти. Някои модели на Ланча и Аутобианки също се брандират като Абарт. През 80-те години името Абарт се използва главно за да обозначи мощните версии на моделите, като например Фиат Ритмо 130 ТС Абарт. През 90-те името е позабравено, а в първите години на 21 век с него се обозначават версиите със спортно ниво на оборудване на моделите на фирмата, като например Фиат Стило Абарт, Фиат Чинкуеченто Абарт и Фиат Пунто Абарт.
През 2007 г. марката Абарт е възродена с модела Абарт Гранде Пунто и състезателната версия Абарт Гранде Пунто S1000. Гранде Пунто Абарт, както и Абарт 500 са „чистокръвни“ Абарт-и, за разлика от споменатите по-горе версии на модели със спортно ниво на оборудване.

## Модели
Abarth има четири модела: Abarth Croma, Abrath 500, Abrath 500C и Abrath Punto Evo.
Abrath 500 Характеристика: 1.9 MultiAir.195 к.с., 1.4-литров MultiAir двигател, 160 к.с. и 118 км/ч, 3 врати, хетчбек, предно задвижване.